# Cidra (Porto Rico)
Cidra é um município de Porto Rico, localizado na região central da ilha, ao norte da Cayey; sul de Comerío e Aguas Buenas, a leste de Aibonito e Barranquitas e oeste de Caguas. Cidra está espalhada por 12 alas e Pueblo Cidra (O centro da cidade e do centro administrativo da cidade). É parte da Área Metropolitana de San Juan - Caguas - Guaynabo.